# (425) Cornelia
(425) Cornelia est un astéroïde de la ceinture principale découvert par Auguste Charlois le 28 décembre 1896.
Le nom de l’astéroïde commémore Cornelia Africana, la fille du général et consul romain Scipion l'Africain.